# Limnephiloidea
Super-famille
Les Limnephiloidea constituent une super-famille d'insectes de l'ordre des Trichoptera. Les trichoptères regroupent des insectes apparentés de près aux lépidoptères (mites et papillons), mais adaptés pour la vie en eau douce dans leur stade larvaire.

## Liste des sous-taxons
Selon World Register of Marine Species (4 nov. 2010) :
- Limnephilidae

Selon ITIS (4 nov. 2010) :
- famille Apataniidae Wallengren, 1886
- famille Brachycentridae Ulmer, 1903
- famille Goeridae Ulmer, 1903
- famille Lepidostomatidae Ulmer, 1903
- famille Limnephilidae Kolenati, 1848
- famille Oeconesidae Tillyard, 1921
- famille Pisuliidae Ross, 1967
- famille Rossianidae Gall, 1996
- famille Uenoidae Iwata, 1927